# Anderson Mazoka
Anderson Mazoka (22 maart 1943 - Zuid-Afrika, 24 mei 2006) was een Zambiaans politicus en voorzitter van de United Party for National Development (UPND), de grootste oppositiepartij van Zambia.
Mazoka deed mee aan de presidentsverkiezingen van 27 december 2001 waarbij hij tweede werd na Levy Mwanawasa van de regerende Movement for Multiparty Democracy (MMD) die 27,2% van de stemmen kreeg.
Anderson Mazoka overleed op 63-jarige leeftijd aan nierproblemen.